# المكتبة المجانية الصغيرة
المكتبة المجانية الصغيرة أو المكتبة الحرة الصغيرة (بالإنجليزية: Little Free Library) هي حركة مجتمعية غير ربحية، نشأت في الولايات المتحدة ثم انتقلت إلى جميع أنحاء العالم التي توفر الكتب المجانية الموجودة في حاويات صغيرة لأفراد المجتمع المحلي. ويشار أيضا إلى أنها تتيح تبادلات الكتب بين أفراد المجتمع، قام بتفيذها كل من بول تود، وصديقه ريك بروكس. حيث كانت فكرة بول تود لتكريم والدته التي كانت من محبي الكتب، ومعلمة. وانتشرت الفكرة بسرعة كبيرة. حيث باتت حتى تاريخ 7 آذار 2012 تضم 34 ولاية أمريكية و 17 دولة حول العالم.

## تاريخ نشأة الفكرة وانتشارها
انتشرت هذه الفكرة في هدسون، ويسكونسن عندما عرض تود بول صندوق خشبي مصمم ليبدو وكأنها منزل أو مدخل مدرسة بمثابة ذكرة لأمه، التي كانت محبة للقراءة والكتاب، والتي كانت معلمة أيضاً، بول شارك فكرته مع شريكه ريك بروكس الذي وجد العديد من الطرق الفعالة لنشر الفكرة، والفكرة انتشرت بسرعة، مالكي المكتبة الصغيرة يمكنهم تصميم الصندوق الخشبي بما يناسب رغبتهم، وعادة ما يكون الصندوق بحجم متوسط، كما يمكن شراء الصناديق من الموقع الرسمي للمشروع، يمكن إيجاد المكتبات من خلال إحداثيات  GPS (جي بي اس)، الباحثين يتلقون إشارة (المكتبة المجانية الصغيرة) والتي غالباً ما تتضمن العبارة (خذ كتاب ضع كتاب).."
بحلول فبراير 2013، تم تفعيل مشروع المكتبة المجانية الصغيرة في 50 ولاية أمريكية و 40 دولة من أنحاء العالم، وقد اسفرت النتيجة عن أنشاء 2.150 مكتبة حرة صغيرة، والذي تجاوز عدد المكتبات التي أنشائها أندرو كارنجي. بحلول يناير 2014، كان هناك أكثر من 15.000 مكتبة حرة قد تم أنشائها في أنحاء العالم، والعد ما زال في ازدياد، ويقدر إنه قد تم تبرع ومبادلة وأقتراض 1.650.000 كتاب ما بين عامّي 2010-2013 ضمن مشرع المكتبة الحرة الصغيرة.
ويستخدم مؤشر المكتبة المجانية الصغيرة في خرائط جوجل  للعثور على مواقع ومعلومات مفصلة حول مواقع المكاتب المجانية الصغيرة. يتم التبرع بمكتبات مجانية صغيرة عامة للمناطق الريفية التي لا تحوي مكتبات عامة، أو التي دمرت بسبب كارثة معينة. كل مكتبة مجانية يتم بنائها بشكل فريد من مواد من المجتمع التي تقع فيه.

## الانتقادات
في أواخر عام 2012، رفضت قرية خليج وايت-فيش في ولاية ويسكونسن، أعطاء اذن إذن لمشاريع المكتبة المجانية الصغيرة وطالبت ولاية ويسكونسن المكتبة المجانية الصغيرة إزالتها المكتبة القائمة بسبب المرسوم في القرية التي يحظر وجود الهياكل في الساحات الأمامية. وقد اظهر أمناء القرية القلق أيضا حول أن يتم وضع مواد غير ملائمة في صناديق المكاتب. ومع ذلك، ففي أغسطس 2013، وافقت القرية رسمياً على مرسوم جديد الذي يسمح تحديداً بصناديق المكتبة المجانية الصغيرة ليتم وضعها في الملكية الخاصة.

## صُور

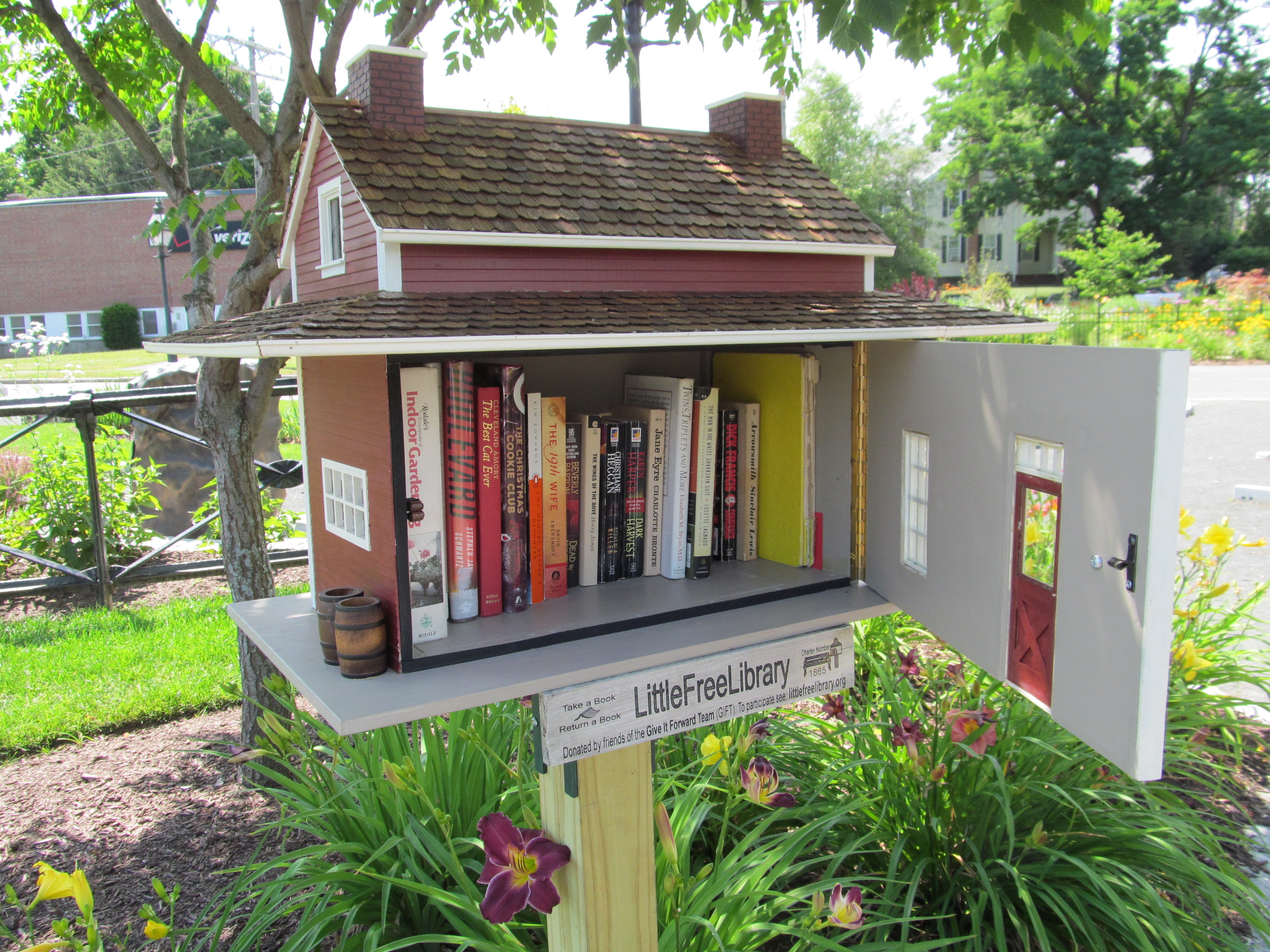
مكتبة مجانية صغيرة في ماساتشوستس.
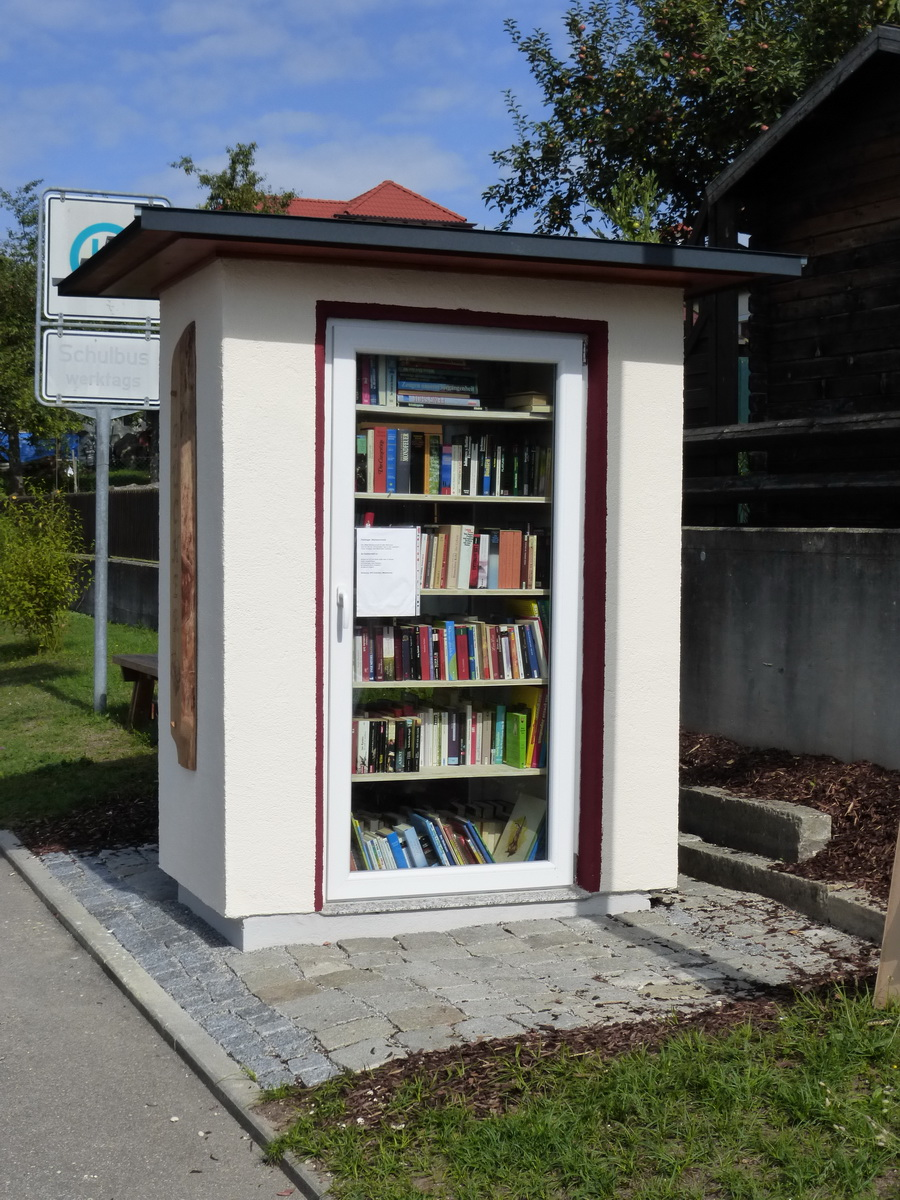
مكتبة حُرَّة صغِيرة غير رِبحِيَّة مِن بلدة سَال على ضِفاف نهرِ الدَّانُوب مُتِيحةٍ فُرصة تبادِلُ الكُتُب بين أَفراد المُجتمِع.
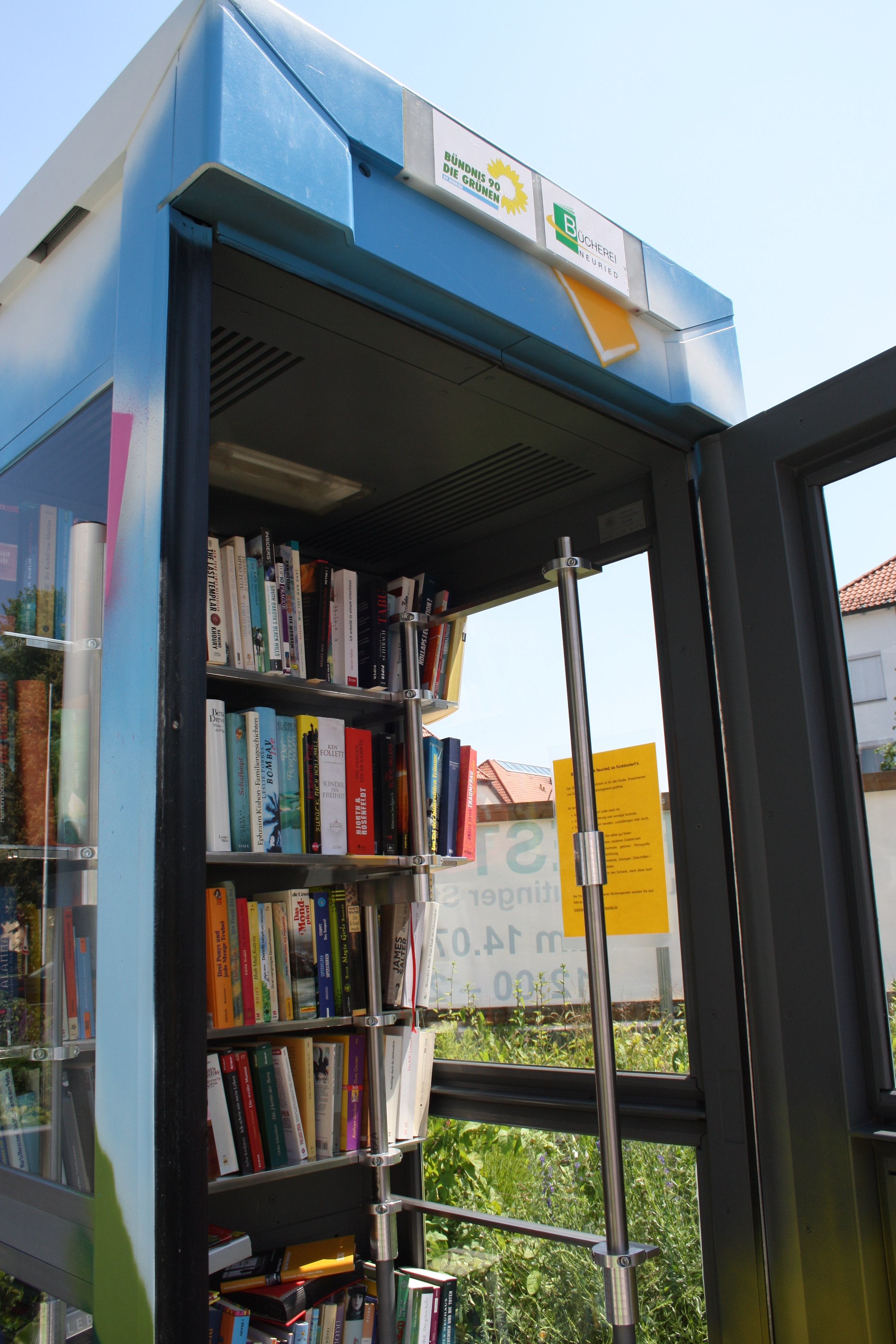

## وصلات خارجية
- مكتبات صغيرة تنتشر في الولايات المتحدة والعالم_ يوتيوب
- الموقع الرسمي لمشروع المكتبات المجانية الصغير
- Little Library Index